# Spathius isocrates
Spathius isocrates är en stekelart som beskrevs av Nixon 1943. Spathius isocrates ingår i släktet Spathius och familjen bracksteklar. Inga underarter finns listade i Catalogue of Life.